# آریل بیهار
 آریل بیهار (انگلیسی: Ariel Behar؛ زاده ۱۲ نوامبر ۱۹۸۹) یک تنیس‌باز حرفه‌ای اهل اروگوئه است.